# چبوریخا
چبوریخا (به لاتین: Cheburikha) یک منطقهٔ مسکونی در روسیه است که در سرزمین آلتای واقع شده‌است.